# Vilela Seca
Vilela Seca é uma povoação portuguesa sede da Freguesia de Vilela Seca do Município de Chaves, freguesia com 14,02 km² de área e 238 habitantes (censo de 2021), tendo, por isso, uma densidade populacional de 17 hab./km².

## História
Fez parte do antigo concelho de Ervededo, extinto em 31 de dezembro de 1853, e a partir de então, passou para o concelho (atual município) de Chaves.

## Demografia
A população registada nos censos foi:
| Distribuição da População por Grupos Etários | Distribuição da População por Grupos Etários | Distribuição da População por Grupos Etários | Distribuição da População por Grupos Etários | Distribuição da População por Grupos Etários |
| -------------------------------------------- | -------------------------------------------- | -------------------------------------------- | -------------------------------------------- | -------------------------------------------- |
| Ano                                          | 0-14 Anos                                    | 15-24 Anos                                   | 25-64 Anos                                   | > 65 Anos                                    |
| 2001                                         | 33                                           | 40                                           | 160                                          | 90                                           |
| 2011                                         | 24                                           | 15                                           | 123                                          | 114                                          |
| 2021                                         | 16                                           | 13                                           | 95                                           | 114                                          |